# 지크프리트 방어선 전투
지크프리트 방어선 전투 또는 연합군의 파리-라인 강 진격전은 1944년 8월 25일부터 1945년 초까지 벌어진 제2차 세계 대전 중 서부 전선의 주요 전투 중 하나이다. 이 전역은 오버로드 작전이 종결된 1944년 8월 25일부터 벌지 전투와 노르윈드 작전을 포함한 독일군의 반격, 그리고 1945년 3월 연합군의 라인 강 도하를 아우르는 전역이다. 이는 미군에서 쓰이는 라인란트 전역과 아르덴-알자스 전역을 합친 용어이기도 하다.

## 배경

### 병참 및 수송
노르망디의 돌파가 예상했던 것보다 오래 걸렸음에도 불구하고 9월까지의 진격은 예상을 뛰어넘는 것이었다. 예를 들어 9월, 오마 브래들리는 4개의 사단을 보유하고 있었고, 그의 모든 사단들은 그들이 예상했던 것보다 240km 앞서서 진격한 것이었다. 이는 다양한 전선에서 충분한 보급품이 제때 도착했기 때문에 가능한 것이었다.

오마하 해변의 멀베리 A 항구. 연합군의 초기 진격에 중요한 물자 보급항이었다.

더 많은 전쟁물자가 해안을 건나 침공 해안 및 멀베리 항구에 도달해야만 했다. 이지니, 포르텡베셍과 같은 소규모 항구가 사용되고 있었지만 칼레, 르아브르, 됭케르크와 같은 주요 항구들은 독일군에 의해 요새화되거나 체계적으로 파괴된 지 오래였다. 셸부르만이 노르망디 돌파 이후 가치가 있는 항구였다. 그러나 수송품의 부족은 연합군의 진격에 제한 요소가 되었다.
플루토 작전으로 연료가 영국에서 노르망디 지역을 통해 신속하게 보급되었지만, 이 송유관은 전선들을 거쳐가야 했고, 이는 송유관들이 확장되는 것보다 더빠르게 넓어졌다. 철도는 연합군의 공격으로 심각하게 파괴되었고, 수리에는 더 많은 인력이 필요했다. 이로 인해 트럭 수송대가 간격 지대에 필요하게 되었다. 수송의 거리를 단축하기 위해 미국 제26·95·104보병사단이 보급을 이어가기 위해 그들의 트럭을 제공했다. 미국 제12군집단의 선봉 사단은 중포와 야포를 센강 서쪽에 두고왔기 때문에 다른 부대에 비해 더 많은 보급품을 운용할 수 있었다. 4대의 영국군 트럭중대가 미군에게 임대되었다. 불행히도 1,500대의 다른 영국군 트럭들은 치명적인 엔진 문제로 사용이 불가능했다. 레드볼 특급은 트럭을 통해 수송을 이어가려는 시도였으나 수송능력은 환경에 비해 적절하지 못했다.
연합군의 보급선은 노르망디를 기점으로 하고 있었기 때문에 심각한 병참 문제를 야기했다. 안트베르펜을 비롯한 베네룩스 및 플랑드르 지역의 항구들을 확보하는 것이 주요 해결 방안이었다. 이러한 항구들이 손상되지 않은 채 점령되었음에도 불구하고, 안트베르펜 점령은 21군집단이 스헬더강을 점령하지 못하여 바다로의 접근로를 확보하지 못한 이유로 아무런 효과가 없었다. 지역에 대한 확보의 지연으로 마켓 가든 작전을 통해 스헬더 강을 정리하려고 했던 아이젠하워와 제21군집단의 몽고메리가 비난받게 되었다. 이는 제15군이 지크프리트 방어선 일대에서 재편성을 하여 제1캐나다군이 안트베르펜을 1달 간 사용하지 못하는 결과를 낳게 되었다.

### 병력
독일군은 노르망디와 그 후속 작전으로 노르망디에서 큰 피해를 입었다. 이에 대응하기 위해 20,000명의 루프트바페 병력을 육군에 재배치시키고 필요없는 병력은 전선에서 뺐다. 국민돌격대는 거의 훈련이 되지 않은 부대로 편성되었다.
영국군은 5년 간의 전쟁 이후 병력과 물자가 부족했다. 지원은 사망자를 보충할 수 없었고, 몇몇 편제는 다른 편제의 병력을 유지하기 위해 해체되었다. 캐나다군 또한 병력이 부족했다. 이는 캐나다의 영해와 영토 밖에서 복무하는 것을 꺼리는 부대가 증가했기 때문이었고 제1차 세계 대전 당시 캐나다의 내적 정치적 어려움에서 비롯된 문제였으며 해외 복무에 대한 부대에 대해 전반적인 반발이 일어났다.
미군의 경우 미국으로부터 보충이 가능했다. 이들은 전쟁 후반의 어려운 조건에서 싸워본 적이 없는 전투 비경험자였다. 미국 육군에서는 덜 강조된 부분이었지만 보병에 형편없는 병사들이 들어오는 것에 대한 불만도 높았다. 벌지 전투 이후에 보병이 부족해진 것이 명확해지자 미국 육군은 버팔로 부대를 전투 편제에서 배제함으로써 이를 완화했다. 당시 버팔로 부대는 전투에서 훌륭하게 싸웠고 군 정책에도 큰 변화를 미쳤다.

## 제21집단군

### 영국 해협의 항구

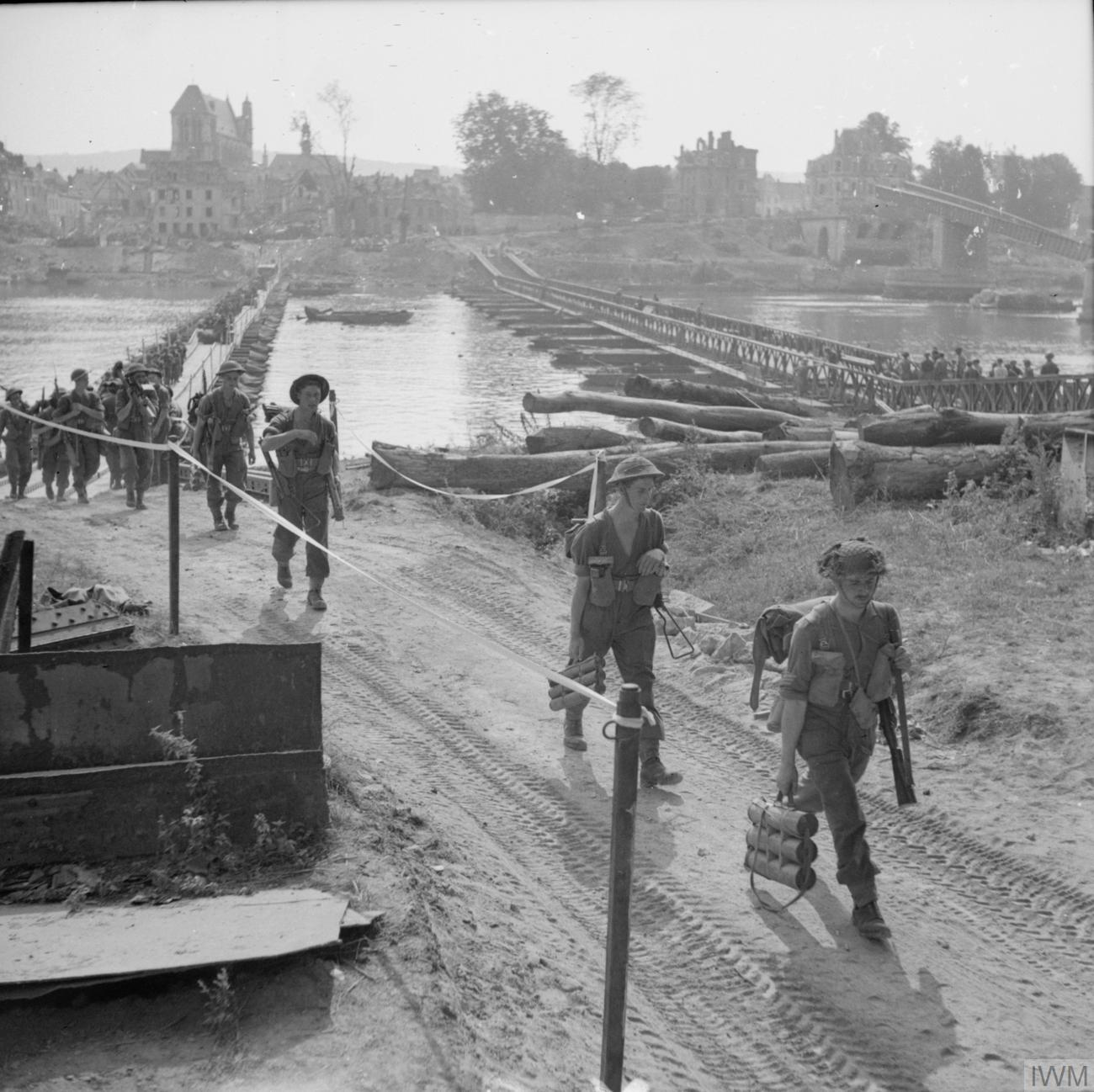
왕립 햄프셔 여단이 1944년 8월 28일 센 강을 건너고 있다.

영국 해협 지역의 항구는 브뤼셀이 해방된 이래로 영국 제21군집단이 적절한 보급을 받지 못하고 있었기 때문에 연합군에게 반드시 필요한 지역이었다. 실제로 영국 제8군단은 수송 문제로 인해 현역에서 물러났다. 제1캐나다군이 프랑스 해안을 따라 진격하면서 항구를 탈환하는 작전을 맡았다. 르아브르, 디에프, 칼레, 됭케르크를 비롯한 프랑스 지역의 항구와 벨기에의 오스텐더가 이 작전에 포함되었다. 아돌프 히틀러가 이 지역의 중요성을 알고 있었기 때문에 그는 지시령을 내려 최후의 1인까지 이 지역을 지키라고 명령했다.
디에프는 히틀러의 명령이 전달되기 직전에 독일군이 철수하여 캐나다군은 손쉽게 지역을 점령할 수 있었다. 오스텐더도 히틀러의 명령을 무시하고 철수한 도시였기에 방어가 되어 있지 않은 상황이었다. 그러나 다른 도시들은 여러 측면에서 잘 방어되었고, 됭케르크를 제외한 여러 도시들은 연합군과 독일군 사이의 치열한 전투 끝에 탈환되었다.

### 마켓 가든 작전
라인란트 지역에서의 첫 작전은 몽고메리가 계획한 마켓가든 작전으로, 라인 강 북쪽의 아른험에서 지크프리트 방어선을 뚫기 위한 교두보를 확보하는 것이 목표였다. 마켓 가든 작전은 2개의 작전으로 구별되었다. 역사상 가장 큰 공수 작전이 마켓은 영국, 미국, 폴란드의 공수 부대를 투입하여 주요 교량을 점령하고 독일군에 의한 파괴를 막는 것이었다. 가든은 영국 제2군의 지상 공격으로 마켓 작전 이후에도 그 지역에 남아있는 독일군을 소탕하는 것이었다.
이 작전이 성공한다면 연합군은 독일로 이어지는 직통로를 확보하여 독일군 주요 방어시설을 통과할 수 있었고, 독일군이 발사하는 로켓포대가 있는 지역을 포위할 수 있었다. 아이젠하워는 마켓 가든 작전을 승인해 제21군집단에게 보급 우선권을 부여하고 미국 제1군을 아르덴 북쪽으로 이동시켜 독일군 방어자들의 시선을 끌려고 했다.
작전은 9월 17일 개시되었다. 미국 제101공수사단과 제82공수사단은 에인트호번, 네이메헌, 베젤에 있는 모든 교량들을 성공적으로 확보하였다. 그들의 강하 지역이 목표와 정확하게 일치했음에도 불구하고 영국 제1공수사단의 강하 지역은 아른험 다리로부터 분산되었으며, 강하 지역 대부분은 교량 북쪽에 있었다. 영국 제1공수사단이 지프, 대전차포와 같은 중요한 장비를 잃어버림에 따라 문제가 발생했다. 설상가상으로 독일군의 병력을 평가절하한 영국군을 지원하기 위해 공수부대의 보충이 이뤄졌지만, 악천후에 실시되어 공중 병력의 강하가 차단되고 재보급도 어려워졌다. 독일군의 아른험 방어는 효과적이었고, 연합군의 공수 계획 지도도 독일군의 손에 넘어갔다. 결국 영국군은 아른험 교량을 점령하지 못했다.

### 연합군 반격
연합군은 크레펠트 지역에서 라인 강 서안을 정리하는 임무를 맡았다. 이러한 임무는 라인 강과 마츠 강을 따라 진격하는 30군단에 의해 강화된 캐나다 제1군의 임무였고, 미국 제9군은 뢰르 강을 따라 북동쪽으로 진격했다. 두 병력은 겔던 지역에서 만나기로 되어 있었다. 영국 제2군은 마츠 강 서쪽에 주둔하고 있었고, 영국-캐나다 진격으로 강화된 두 군대로부터 떨어져 있었다. 하지만 독일 최고사령부는 영국 제2군을 최대 위협으로 판단하고 펜로에 공격할 것을 예상해 예비군을 파견했다.
벌지 전투로 인해 캐나다-영국 연합군과 미군의 작전은 지연되었지만, 이 작전은 1945년 2월 8일로 재편되었다. 영국군 주도의 베리터블 작전은 제때 시작되었으나 미군의 그레나데 작전은 뢰르 댐의 방출량으로 인한 홍수 위험으로 지연되었다. 이 지연은 독일군이 영국-캐나다군의 공격에 집중하여 방어할 수 있게 했지만, 독일군은 지역 내에서 적군의 발을 묶는 정도의 공격을 할 수 있을 뿐이었다. 미군이 2주 후 진격을 할 수 있게 되자 예비군 병력 소수만이 그들을 막을 수 있었고,연합군은 루르 지역에 도달할 때까지 빠르게 진격했다.

## 제12집단군

### 아헨
지크프리트 선을 공격하기 전 처리되어야 했던 아헨을 점령하는 것이 미국 제1군의 관심사였다. 초기에 독일군이 유용하게 사용한 전략이었던 전격전을 따라하고자 연합군은 아헨을 통과하려고 했다. 그러나 독일 영토에서 처음으로 공격받는 도시가 아헨이었고, 역사적이고 문화적으로 중요한 도시 또한 아헨이었다. 히틀러는 개인적으로 아헨의 주둔지를 강화하고 도시를 사수할 것을 지시했다. 이는 연합군 사령관들이 그들의 전략을 재검토하는 계기가 되었다.
스테픈 암브로스와 같은 몇몇 역사학자들은 아헨 포위전을 실수로 본다. 전투가 동쪽으로의 진격을 정지시킨데다가 5,000명의 연합군이 이 전투에서 사망했기 때문이다. 전투는 치열한 시가전, 수색전으로 이루어졌으며 진격하고 있던 연합군의 이용가능한 물자를 묶어버렸다. 앰브로스는 더 효율적인 전략으로 아헨을 고립시키고 독일의 중심부로 진격해야 했음을 주장했다. 그의 주장에 따르면 이 전략은 독일군의 보급선을 차단하여 전투병력으로써 운용되는 독일군 포대를 차단했어야 했다. 후자의 경우에 더 무장해제된 환경에서의 전투가 가능했기 때문에 민군 사상자가 더 적게 발생할 수 있었다.

### 로렌
8월 말 미국 제3군은 연료가 바닥나기 시작했다. 프랑스를 통한 연합군의 빠른 진격으로 인해 발생한 이 상황은 안트베르펜을 점령하면서 군수적 우위를 점함으로써 해결될 수 있었다. 1944년 9월 1일 마지막 연료를 바탕으로 제3군은 베르됭과 코메시 사이의 뮤즈 강에 잇는주요 교량들을 점령하기 위한 마지막 공격을 시작했다. 그러나 중요한 보급 현황이 어려워지자 미국 제3군의 공세는 중단되었다. 독일군은 다시 뭉쳐서 지역 내 거점들을 강화했다.
곧 미국 제3군은 마지노 요새의 일부이자 서유럽에서 가장 요새화된 지역 중 한 곳인 메츠로 진격했다. 모젤 강 도하 지점이 직사 범위에 있었기 때문에 메츠는 그냥 통과할 수 없는 지역이었다. 또한 요새는 제3군의 후방에서 독일군이 반격을 할 수 있는 거점으로 사용될 수도 있었다. 메츠 전투에서 미군은 승리했지만 사상자가 엄청났다. 메츠 전투 이후 제3군은 동쪽의 자르강으로 진격해 지크프리트 방어선에 대한 공격을 시작했다.

### 휘르트겐 숲

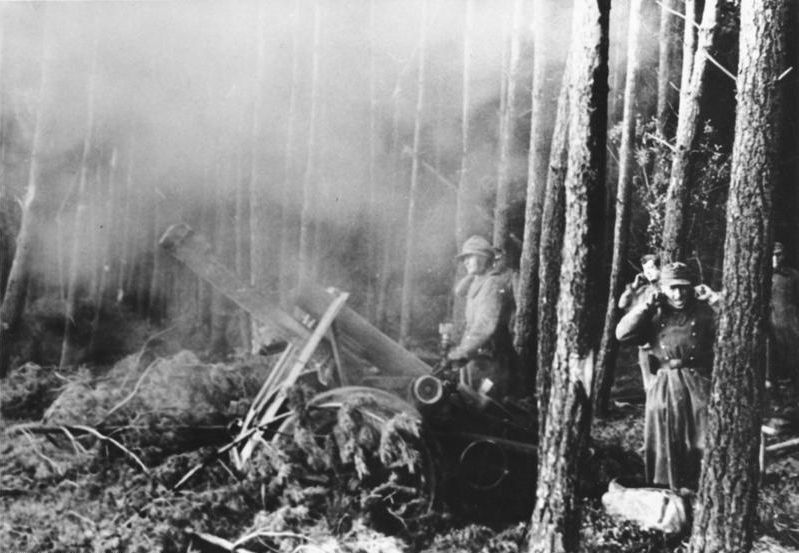
1944년 11월 휘르트겐 숲에서 방어 작전 중인 독일군

독일군은 미국의 측면으로 침투하기에 좋은 지역으로 휘르트겐 숲을 선정했고, 지역 내 강의 댐은 하류에 있던 연합군의 진격에 위협이 될 수 있었다. 1944년 9월 19일 이 지역을 정리하기 위한 공격이 시작되었다. 독일군의 방어는 예상보다 강했고, 이 지역은 방어에 매우 적합한 곳이어서 미군 부대의 수 또는 질적 우위는 거의 무시되었다. 전투는 일주일 이내로 끝날 것으로 예상되었으나 1945년 2월까지 이어졌고 33,000명의 미군 사상자가 발생했다. 전투의 필요성에 대해서는 논란이 많다. 대다수의 역사학자들은 결과가 예측가능한 손실이라고 보기 어렵다고 생각했고, 미군의 전략은 이미 독일군에게 읽혔다고 보고 있다.

### 여왕 작전
여왕 작전은 지크프리트 방어선에 있는 독일군에 맞선 연합군의 공대지 합동 공세였다. 여왕 작전은 제9군과 미국 제1군의 합동 작전을 통해 수행되었다. 이 작전의 우선 목표는 루르강 일대로 진격하여 몇몇 개의 교두보를 이 지역에서 설립하는 것으로, 라인 강에 위치한 독일군을 위협하는 것이었다. 이러한 작전의 일부로 뒤에 벌어진 휘르트겐 숲 전투도 포함된다. 공세는 11월 16일 서구 연합군의 강력한 전략적 공습과 함께 시작되었다. 독일군이 수적으로 열세였음에도 불구하고 연합군의 진격 속도는 늦어졌다. 4주간의 격전 이후 연합군은 루르강에 당도했으나 교두보를 설립할 수는 없었다. 휘르트겐 숲 전투도 차질이 빚어졌다. 여왕 작전에서의 소모전으로 연합군의 사상자가 증가했고 12월 16일 독일군은 벌지 전투라고 알려진 대반격전을 개시했다.

## 독일군 반격

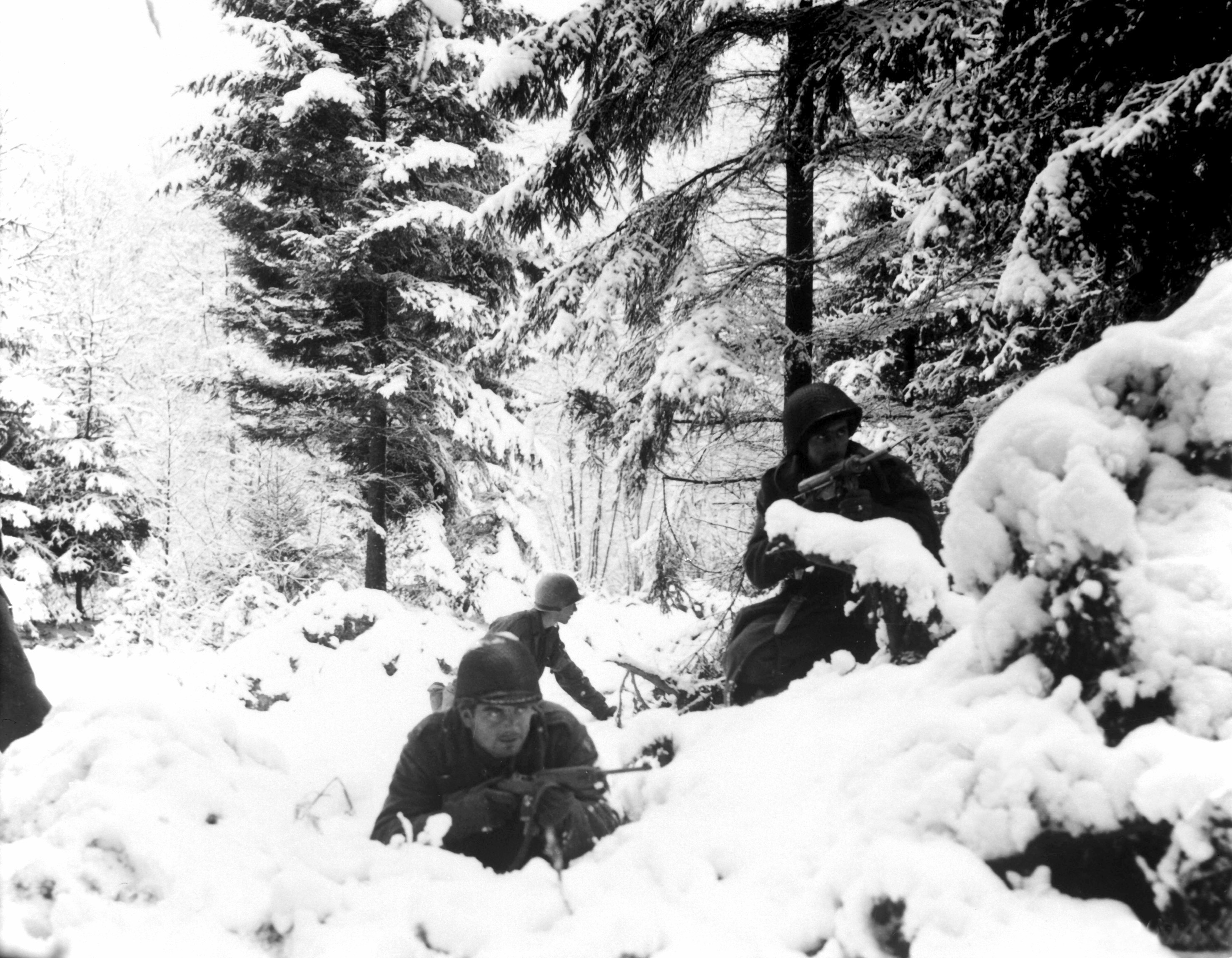
벌지 전투 중 미군이 방어거점에 들어가 있다.

독일군은 연합군이 노르망디를 돌파한 이후 대규모 반격을 준비하고 있었다. "라인 강 감시"라 불리는 계획은 아르덴 숲을 돌파해 안트베르펜으로 진격하여 영국군과 미군을 분리하는 것이 주요 목표였다. 벌지 전투라 알려진 이 공세는 12월 16일 시작되었다. 아르덴 숲을 방어하는 군대는 미국 제1군이었다. 악천후에서 초기 작전이 성공을 거두었지만 연합군은 아르덴 숲을 정리하기 위해 반격을 개시했다. 1945년 1월 25일 독일군은 공세 지점으로 돌아갔다.
독일군은 더 작은 규모의 두번째 공세인 노르윈드 작전을 알자스 지방에서 1945년 1월 1일 개시했다. 스트라스부르를 탈환하는 것이 목표였던 독일군은 제6군집단을 향해 공격을 시작했다. 아르덴 숲에서의 공세 이후 연합군의 방어선이 빽빽해졌기 때문에 노르윈드 작전은 4주 간 지속되었다. 연합군의 반격은 독일군을 국경 지대로 몰아냈고, 콜마르 포위망이 붕괴되는 계기가 되었다.

## 라인 강 서부 독일
제1캐나다군이 베리터블 작전 이후 네이메겐 지역에서 빠르게 진격했고 그레나데 작전을 통해 미국 제9군의 루르강 도하가 1945년 2월 8일로 예정되어 있었지만 독일군이 루르 댐과 우르프트 댐을 파괴하면서 루르강에 홍수가 발생하면서 작전은 지연되었다. 강물이 불어나는 동안 히틀러는 게르트 폰 룬트슈테트에게 라인 강 후방으로 독일군을 철수시키는 것을 허락하지 않았고 피할 수 없는 전투만이 적을 지연시킬 것이라고 판단했다. 히틀러는 룬트슈테트에게 적을 현 지점에서 막으라고 지시했다
홍수가 가라앉자 미국 제9군은 루르강을 2월 23일 건널 수 있게 되었고, 다른 연합군 또한 라인 강 서안에 당도하기 시작했다. 라인 강 서안에 남아있던 독일군 사단들은 큰 피해를 입었고 280,000명의 독일군이 포로로 잡혔다. 독일군의 완강한 저항으로 400,000명이 사망했다.

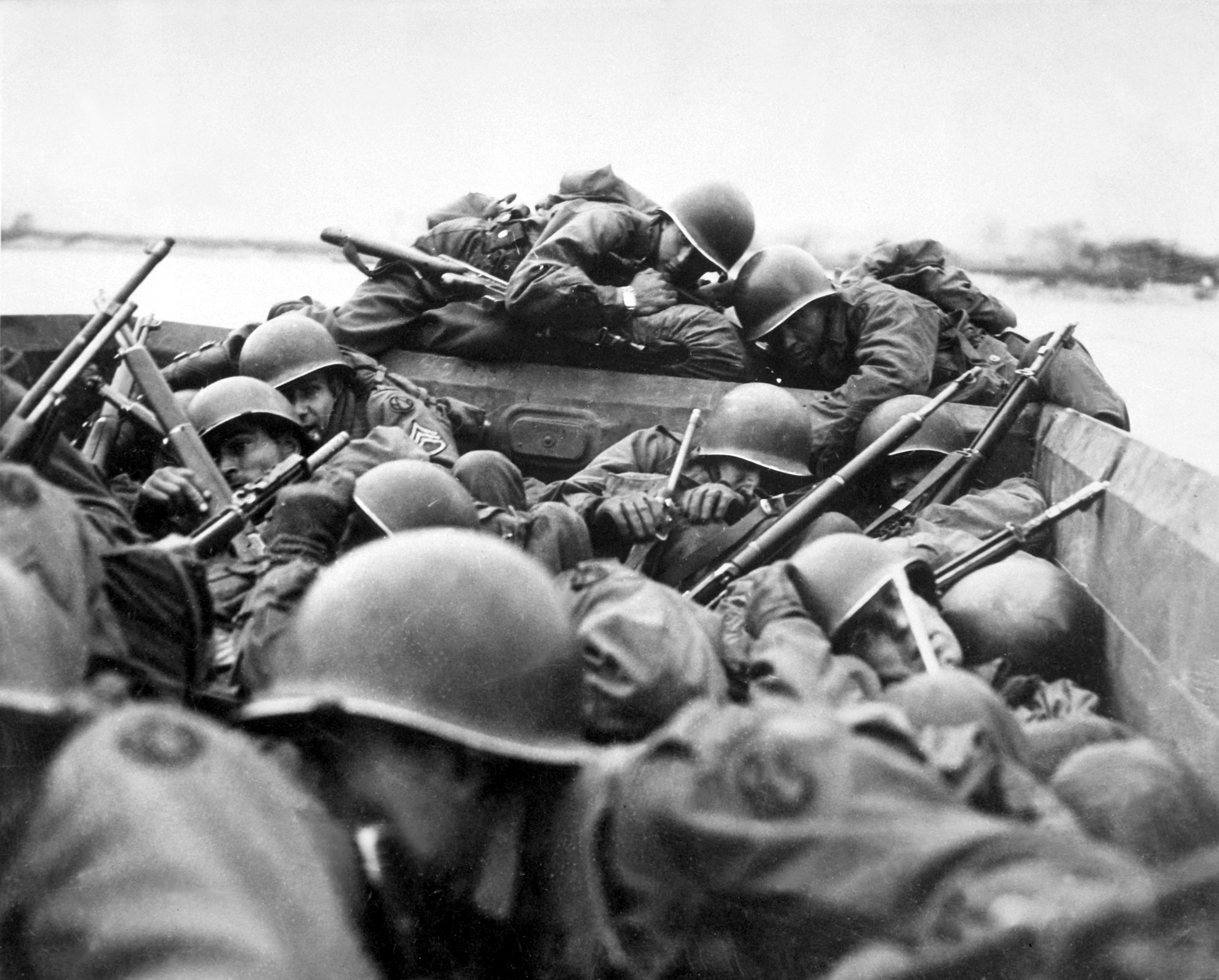
공격정을 타고 이동 중인 미군 병사

연합군은 라인 강을 4곳에서 도하했다. 1곳의 도하 지점은 독일군이 레마겐의 루덴도르프 다리를 폭파시키는 데 실패해서 미군이 쉽게 점령할 수 있었고, 다른 한 곳은 공격이 심해 점령하는데 어려움을 겪었으며 다른 두 도하 지점은 계획대로 점령을 이어갔다.
- 미국 제1군은 분산된 독일군을 향해 맹렬한 공격을 펼쳤고, 3월 7일 레마겐 전투에서 라인 강으로 도하할 수 있는 다리를 확보했다. 제9기갑사단은 전면도하를 통해 교두보를 확장했다.
- 브래들리는 패튼 장군의 미국 제3군에게 팔츠를 통과하여 라인 강을 점령하라고 했다. 3월 22일부터 3월 23일 사이의 밤에 마인츠 남쪽의 오펜하임 지역에서 접전을 벌인 끝에 라인 강 일대를 점령했다.
- 라인 강의 폭이 2배로 넓어지는 북쪽에서 제21군집단은 3월 23일부터 24일까지 플런더 작전을 통해 안전히 통과했다.

## 미주
1. ↑  1942년 4월 27일 해외 복무에 대한 법적 재제를 두고 투표가 있었다. 64%의 국민이 지지했으나 프랑스어 사용 지역인 퀘벡에서는 주민의 72%가 반대했다.

## 같이 보기
- 프랑스 해방

## 자서전
- Ballard, Ted (c. 1990). 《Rhineland 15 September 1944-21 March 1945》. CMH Online bookshelves: World War II Commemorative Brochures. Washington: United States Army Center of Military History. CMH Pub 72-25. 2014년 12월 31일에 원본 문서에서 보존된 문서. 2017년 3월 23일에 확인함.
- Neillands, Robin (2005). 《The Battle for the Rhine》. Weidenfeld & Nicolson. ISBN 978-0-297-84617-8.
- Zaloga, Steve; Dennis, Peter (2006). 《Remagen 1945: endgame against the Third Reich》. Osprey Publishing. ISBN 1-84603-249-0.
- Ziemke, Earl F. (1990) [1975]. 〈ChapterX: The Rhineland Campaign〉. 《The US Army in the Occupation of Germany 1944-1946》. Army Historical Series. Washington: United States Army Center of Military History. CMH Pub 30-6. 2017년 2월 23일에 원본 문서에서 보존된 문서. 2017년 3월 23일에 확인함.
- Weigley, Russell F. (1981). 《Eisenhower's Lieuitenants: The Campaign of France and Germany, 1944-1945》. Bloomington, Indiana: Indiana Univ. Press. ISBN 0-253-20608-1.

## 추가 문헌
- MacDonald, Charles B. (1990 (reissue of 1963)). 《The Siegfried Line Campaign》. United States Army in World War II. Washington, D.C: United States Army Center of Military History. CMH Pub 7-7-1. 2010년 6월 15일에 원본 문서에서 보존된 문서. 2017년 3월 23일에 확인함.  - full text